# Nau espacial de subministrament no tripulada

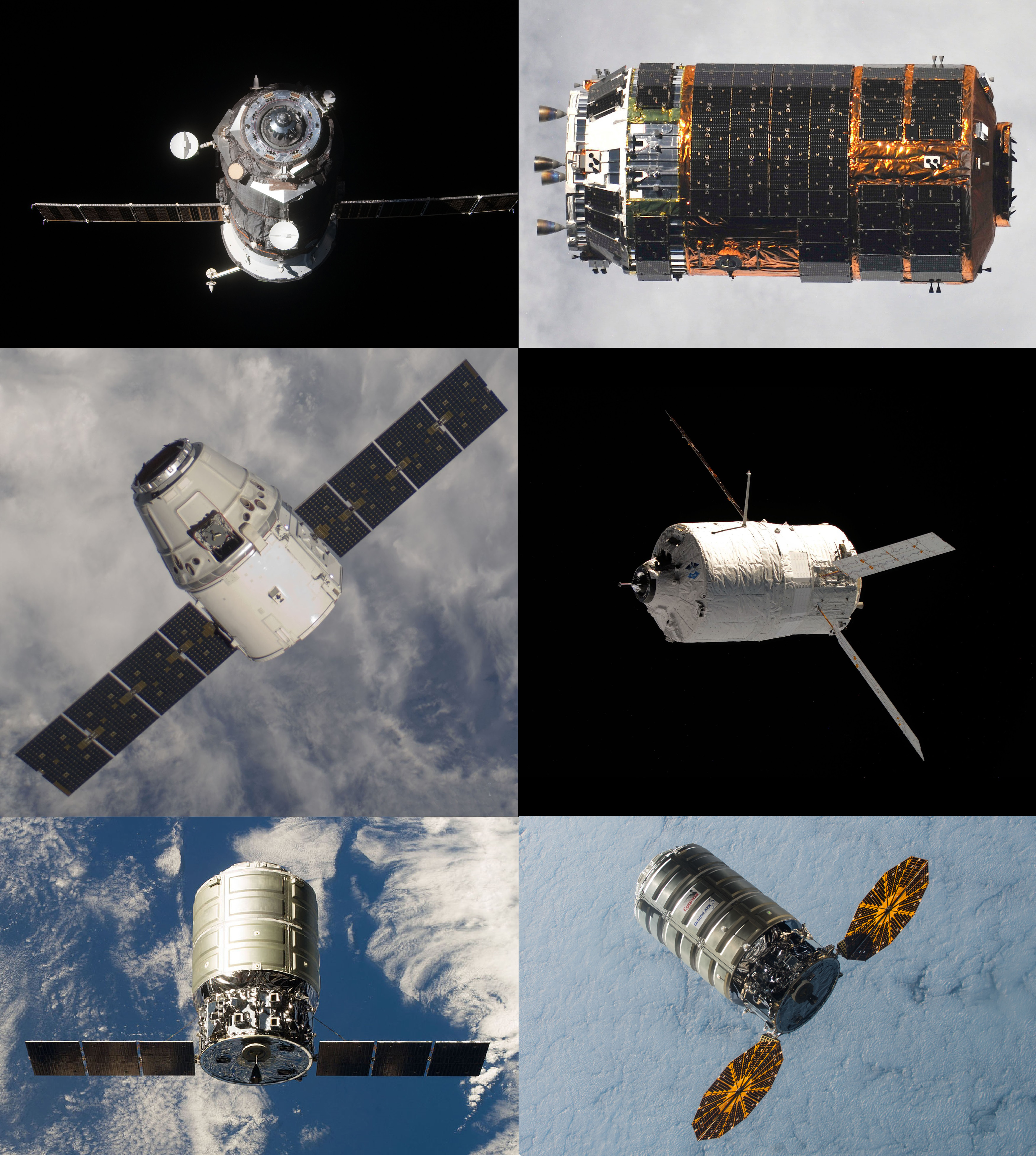
Un collage de les naus espacials no tripulades de subministrament actualment en ús en servei a l'Estació Espacial Internacional

Les naus espacials de subministrament no tripulades són un tipus especial de nau espacial robòtica que opera de forma autònoma sense tripulació humana, dissenyada per recolzar operacions en una estació espacial. Aquesta és diferent de les sondes espacials, la missió de les quals és dirigir investigacions científiques.
Les naus espacials de subministrament han estat usades des de 1978 per donar servei a la Saliut 6, Saliut 7, Mir i actualment l'Estació Espacial Internacional i el laboratori espacial Tiangong.

## Naus
Actuals
Les naus espacials actuals en aquesta categoria:
- La Progress russa, usada des del 1978[1]—desenvolupada per l'Agència Espacial Federal Russa
- El vehicle de transferència H-II japonès, llançat al setembre de 2009[2]—desenvolupada per l'Agència Espacial Japonesa
- La nau espacial Dragon americana de sector privat, amb vols de demostració en el 2009 i 2010[3]—desenvolupada per SpaceX una empresa del sector privat
- La nau espacial Cygnus americana de sector privat en Orbital Sciences Corporation, amb vols de demostració el 2012[4]
- La nau espacial Tianzhou xinesa[5]—desenvolupada per la Administració Espacial Nacional de la Xina

Naus històriques
- La TKS soviètica/russa, usada des de 1981 fins a 1991.
- El vehicle de transferència automatitzat (ATV) europeu, llançat per primera vegada el 9 de març de 2008.[6][7]—desenvolupat per l'Agència Espacial Europea. L'últim vehicle, Georges Lemaître ATV, va completar la seva missió el febrer de 2015.

Naus en desenvolupament
- Una variant del vehicle de transport tripulat CST-100 va ser proposada per Boeing com a subministradora de càrrega.[8]
- El gener de 2016, la NASA va anunciar que el Dream Chaser de Sierra Nevada Corporation va ser atorgat un dels contractes sota la segona ronda de contractes del programa Commercial Resupply Services de l'agència. la NASA es va comprometre amb la compra d'un mínim de sis missions de subministrament a l'EEI.[9]

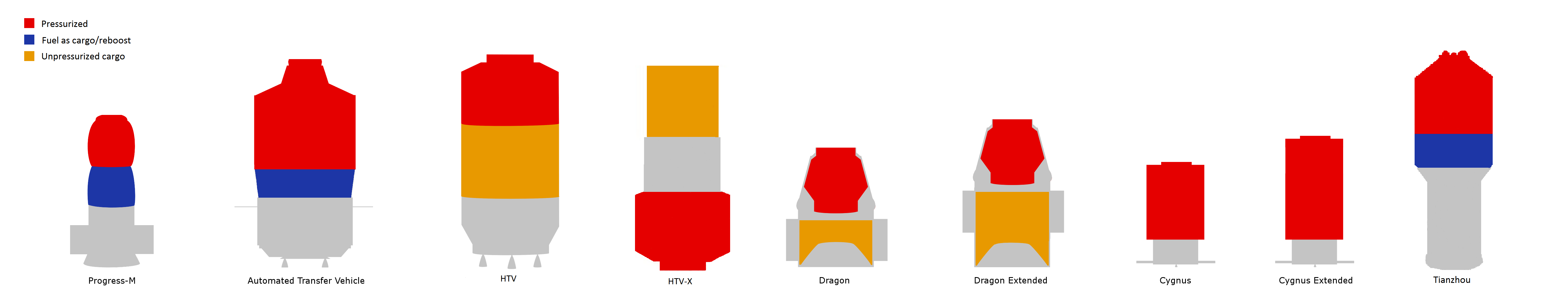
Comparació de diferents models de naus espacials de subministrament no tripulades

## Projectes cancel·lats
- La nau Kistler K-1 americana de sector privat en Rocketplane Kistler, cancel·lada a l'octubre de 2007 quan no va complir amb els objectius.[10][11]
- l'americana del sector privat Andrews Cargo Module des de Andrews Space
- l'americana del sector privat ARCTUS des de Spacehab